# Sebastià Franch Ignacio
Sebastià Franch Ignacio (Sa Pobla, 12 d'octubre de 1936 - 2 d'agost de 2024) fou un futbolista mallorquí de les dècades de 1950 i 1960.

## Trajectòria
En els seus inicis, la seva posició al camp era de davanter centre, reconvertint-se més endavant a la de defensa lateral. Començà a jugar a Mallorca a un equip d'Acció Catòlica anomenat Águilas. A continuació formà part de la UE Poblera, l'Atlètic Balears i el CE Constància. L'any 1959 va ser fitxat pel RCD Espanyol per tres temporades, essent cedit a continuació al Terrassa FC, club amb el qual jugà a segona divisió. No arribà a disputar cap partit de lliga amb l'Espanyol, que el tornà a cedir al Constància d'Inca i al CE L'Hospitalet. El 1962 tornà a segona divisió novament a les files del Constància, on hi passà tres noves temporades, acabant la seva carrera al CF Palma, equip filial del Mallorca.